# Marduk
Marduk (Copilul-Soare) este un zeu babilonian cu o ascensiune culturală rapidă și spectaculoasă, cunoscut în Biblie sub numele Bel-Merodakh. Începând cu epoca regelui Hammurabi (sec. XVIII î.Hr.), Marduk devine zeul suprem al panteonului babilonian. 
După întâia creație a lumii (din unirea lui Apsu - apele dulci fluviale și lacustre, cu soția sa Tiamat - apele sărate ale mării), universul este amenințat din nou. Haosul domină din cauza conflictului celor două tabere de zei, constituite după ce zeul Éa îl ucide pe Apsu (simbolizând de atunci moartea), uzurpându-i locul, rangul și coroana. Tiamat, vrând să răzbune moartea soțului său, pornește un război ceresc. Éa amenința cu distrugerea universului, iar atunci Marduk, fiul său și al zeiței Damakina, oferă soluția salvatoare, cu condiția să fie recunoscut rege al tuturor zeilor. Printre măsurile stării de urgență ale lui Marduk este un potop universal, purificator. Apoi o ucide pe Tiamat într-o luptă corp la corp, o despică în două, creând din cadavrul ei lumea pentru a doua oară (dintr-o jumătate cerul, din cealaltă jumătate pământul). Devine astfel stăpânul absolut și protectorul tuturor celorlalți zei, care îi jură credință și respect. 
Teologii babilonieni și regele Hammurabi au întreprins această reformă religioasă în primul rând ca pe una din măsurile politice de consacrare regală și de consolidare a statului, după model divin (printre alte măsuri fiind și celebrul cod juridic - Codul lui Hammurabi). Astfel, Marduk, fără a fi adus un program de monoteism teologic, era venerat în Babilon ca și zeu reorganizator al universului și ca pedepsitor implacabil al răzvrătirii, ca izvor al focului solar și al luminii, ca salvator al zeilor prin potop și ca unicul inițiator al creației omului.
Marduk avea și o soție, rar amintită, Sarpanitum. În cinstea lui, de fiecare An Nou, marele preot recita integral poemul cosmogonic Enuma elish în templul E-Saggila din Babilon.

## Imagini

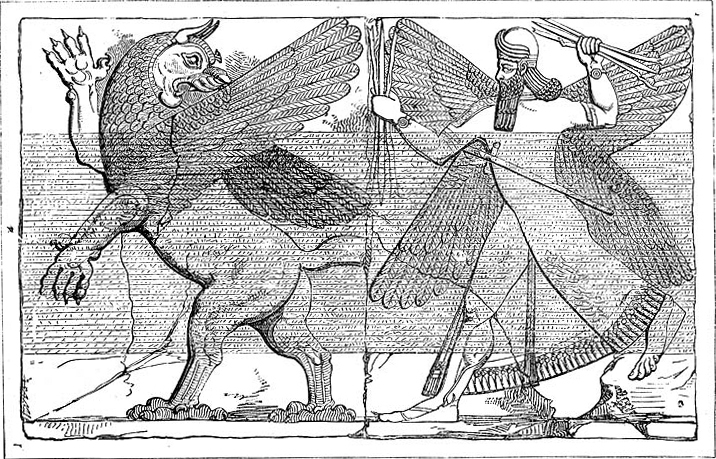
Marduk ucigându-o pe Tiamat, bunica sa
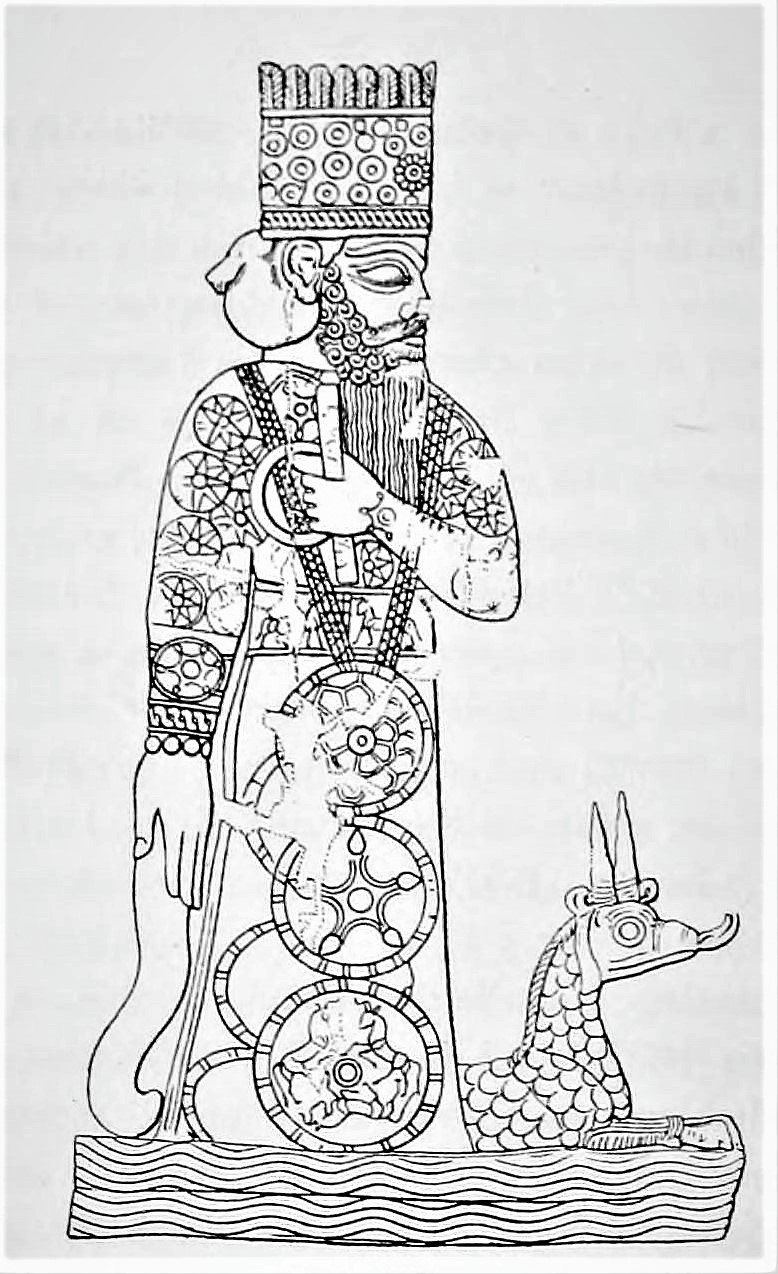
Marduk și dragonul său